# Comuna Săcele, Constanța
Săcele este o comună în județul Constanța, Dobrogea, România, formată din satele Săcele (reședința) și Traian. Situată in partea de est a județului la o distanta de 47 km de Constanta si la 30 km de orașul cel mai apropiat Năvodari, are o suprafață de 103 kmp.

## Demografie
Componența etnică a comunei Săcele
     Români (85,86%)
     Alte etnii (0,7%)
     Necunoscută (13,44%)
Componența confesională a comunei Săcele
     Ortodocși (84,5%)
     Alte religii (1,36%)
     Necunoscută (14,14%)
Conform recensământului efectuat în 2021, populația comunei Săcele se ridică la 1.987 de locuitori, în scădere față de recensământul anterior din 2011, când fuseseră înregistrați 2.101 locuitori. Majoritatea locuitorilor sunt români (85,86%), iar pentru 13,44% nu se cunoaște apartenența etnică. Din punct de vedere confesional, majoritatea locuitorilor sunt ortodocși (84,5%), iar pentru 14,14% nu se cunoaște apartenența confesională.

## Politică și administrație
Comuna Săcele este administrată de un primar și un consiliu local compus din 11 consilieri. Primarul, Ștefan Tucă[*],  politician independent, este în funcție din 1 noiembrie 2024. Începând cu alegerile locale din 2024, consiliul local are următoarea componență pe partide politice:
|  | Partid                          | Consilieri | Componența Consiliului | Componența Consiliului | Componența Consiliului |
|  | ------------------------------- | ---------- | ---------------------- | ---------------------- | ---------------------- |
|  | Partidul Social Democrat        | 3          |                        |                        |                        |
|  | Alianța pentru Unirea Românilor | 3          |                        |                        |                        |
|  | Partidul Mișcarea Populară      | 2          |                        |                        |                        |
|  | Partidul Național Liberal       | 2          |                        |                        |                        |
|  | Scraba Ion                      | 1          |                        |                        |                        |

## Personalități
În satul reședință s-a născut fotbalistul Gheorghe Hagi.